# Azuré des soldanelles
Agriades glandon
Espèce
Statut de conservation UICN

 LC  : Préoccupation mineure
Statut CITES
L’Azuré des soldanelles (Agriades glandon) est une espèce de lépidoptères de la famille des Lycaenidae et de la sous-famille des Polyommatinae.

## Systématique
L’espèce Agriades glandon a été décrite par l'entomologiste italien Leonardo De Prunner en 1798, sous le nom initial de Papilio glandon,.
Synonymes : 
- Papilio glandon Prunner, 1798 — protonyme
- Plebejus glandon (Prunner, 1798)
- Papilio orbitulus Esper, 1800

### Sous-espèces
De nombreuses sous-espèces ont été décrites ; Funet cite les suivantes :
- Agriades glandon glandon (Prunner, 1798) — Alpes, Pyrénées.
- Agriades glandon aquilo (Boisduval, 1832) — Europe arctique — souvent traitée comme une espèce distincte : Agriades aquilo.
- Agriades glandon franklinii (Curtis, 1835) — Alaska — parfois traitée comme une espèce distincte englobant toutes les sous-espèces américaines.
- Agriades glandon wosnesenskii (Ménétriés, 1855) — Nord-Est de la Sibérie.
- Agriades glandon rustica (Edwards, 1865) — Colorado — parfois traitée comme une espèce distincte.
- Agriades glandon aquilina (Staudinger, 1901) — toundra de Sibérie.
- Agriades glandon megalo (McDunnough, 1927) — Colombie-Britannique.
- Agriades glandon bryanti (Leussler, 1935) — Alaska, Territoires du Nord-Ouest.
- Agriades glandon lacustris (Freeman, 1939) — Manitoba.
- Agriades glandon centrohelvetica Rezbanyai-Reser, 1981 — Suisse.
- Agriades glandon punctatus Austin, 1998 — Arizona.
- Agriades glandon cassiope Emmel & Emmel, 1998 — Californie — parfois traitée comme une espèce distincte, Agriades cassiope, englobant alors la sous-espèce kelsoni.
- Agriades glandon kelsoni Emmel & Emmel, 1998 — Californie.
- Agriades glandon ustjuzhanini Yakivlev & Churkin, 2003 — Mongolie.
- Agriades glandon saluki Churkin, 2005 — Sibérie.
- Agriades glandon brutus Churkin, 2005 — monts Saïan.
- Agriades glandon rubini Churkin, 2005 — Est du Kazakhstan.
- Agriades glandon batchimeg Churkin, 2005 — Mongolie.
- Agriades glandon labrador Schmidt, Scott & Kondla, 2006 — Labrador, Terre-Neuve.

Le taxon Agriades zullichi Hemming, 1933, endémique de la Sierra Nevada espagnole, est aussi considéré par certains auteurs comme une sous-espèce d’Agriades glandon.

## Noms vernaculaires
- En français : l’Azuré des soldanelles, l’Argus gris-bleu[4], ou (au Canada) le Bleu arctique[5].
- En anglais : Glandon blue.
- En allemand : Dunkler Alpenbläuling.
- En espagnol : Poco Brillo[2].

## Description
C'est un petit papillon au dessus de couleur grise ou beige suffusé de bleu dont les ailes sont bordées d'une ligne blanche.  Le revers est lui aussi beige suffusé de bleu, avec la même bordure blanche, les antérieures sont ornées de points noirs cerclés de blanc, les postérieures d'une ligne sub marginale de taches blanches, certaines centrées de jaune.

### Espèce proche
Dans les Pyrénées, Agriades pyrenaica.

## Biologie

### Période de vol et hivernation
Il vole en juillet et août, une génération.

### Plantes-hôtes
Ses plantes-hôtes sont notamment des Androsace, Soldanella et Saxifraga, et, pour la sous-espèce aquilo, des Astragalus.

## Écologie et distribution
Agriades glandon est présent dans les Pyrénées françaises et espagnoles, dans les Alpes (France, Italie, Suisse, Allemagne et Autriche), en Asie centrale, et dans tout l'arctique européen et asiatique (Sibérie arctique). Il est également présent en Amérique du Nord, sur une aire allant de l'Alaska et des régions arctiques du Canada aux montagnes de la moitié ouest des États-Unis (Rocheuses, Sierra Nevada).
En France, l'espèce est présente à haute altitude dans les Alpes (sept départements) et les Pyrénées (quatre départements), où il peut cohabiter avec l'espèce ressemblante Agriades pyrenaica.

### Biotope
L'espèce habite les régions arctiques et les montagnes entre 1 800 et 2 700 m.

## Protection
C'est une espèce protégée, inscrite dans la directive habitats-faune-flore à l'annexe II[réf. souhaitée].
Le taxon Agriades glandon zullichi a le statut d'espèce en danger sur la liste rouge de l'UICN.

#### Agriades glandonen Europe
- Lépi'Net.
- (de) Lepiforum.
- (en) euroButterflies.
- (en) Moths and butterflies of Europe and North Africa.

#### Agriades glandonen Amérique du Nord
- Système canadien d'information sur la biodiversité.
- (en) Butterflies of America.
- (en) Butterflies and Moths of North America.